# Krušovce
Krušovce (Hongaars: Nyitrakoros) is een Slowaakse gemeente in de regio Nitra, en maakt deel uit van het district Topoľčany.
Krušovce telt 1.808 inwoners.